# 新因佩里亞爾區
13°04′34″S 76°19′04″W / 13.0762°S 76.3178°W
新因佩里亞爾區（西班牙語：Distrito de Nuevo Imperial），是秘魯的一個區，位於該國中南部利馬大區的卡涅特省，始建於1962年6月22日，面積329.3平方公里，海拔高度132米，2005年人口19,280，人口密度每平方公里59人。